# Lúzsna
Lúzsna (szlovákul Liptovská Lúžna) község Szlovákiában, a Zsolnai kerületben, a Rózsahegyi járásban.

## Fekvése
Rózsahegytől 18 km-re délre 717 m magasságban, az Alacsony Tátra Nemzeti Park területén fekszik.

## Története
A falut 1669-ben Thököly István árvai főispán alapította felsőárvai gorálok betelepítésével. A község alapító soltésze az Árva megyei Veszele községből (evangélikus túlkapásai miatt) a lakatlan lúzsnai völgybe száműzött Weszelovszky György soltész-bíró volt.
Első írásos említése 1670-ből való „Lusna” néven. Likava várának uradalmához tartozott. Első templomát 1701-ben építették, a mai temető közepén állt. 1715-ben 17 adózó portája volt. 1720-ban malmot is említenek a településen. 1773-ban a lakosság tiltakozott a növekvő terhek ellen, erre Mária Terézia megszüntette a község bírói hivatalát. 1784-ben 111 házában 951 lakos élt. Plébániáját 1787-ben alapították.
A 18. század végén Vályi András így ír róla: „LUZNA. Tót falu Liptó Várm. lakosai katolikusok, legelője van elég, földgye néhol sovány, piatzozása Zólyomban.”
1828-ban 201 háza és 1639 lakosa, 1832-ben 1801 lakója volt a falunak. Lakói főként állattartással, bányászattal, erdei munkákkal foglalkoztak. A 19. században bányáiban a helybeliek mellett magyarok, németek, franciák és belgák is dolgoztak. Lúzsna lakossága az 1848/49-es szabadságharc idején a magyar ügy mellett fogott fegyvert, melyet jól bizonyít többek között a községben előforduló Veszelovszky-Kossuth vezetéknév is. (Szekrényessy Attila: A veszelei és zólyomi Veszelovszky család öt évszázada).
Fényes Elek 1851-ben kiadott geográfiai szótárában így ír a faluról: „Luzsna, tót falu, Liptó vármegyében, kősziklás hegyek közt, Beszterczebányához 1 1/2 mfd.: 1639 kath. lak., és kath. paroch. templommal. A házak széjjelszórva a völgyekben a patakok mellett vannak. Határa roppant de sovány, csak zabot terem. Erdeje sok és szép; legelője bőséggel, azért sok juhot tartanak, és sok sajtot, turót készitenek. Van egy savanyuviz-forrása. F. u. a kamara.”
A trianoni diktátumig Liptó vármegye Rózsahegyi járásához tartozott.

## Népessége
| Év:            | 1994. | 2004.   | 2014.   | 2024.   |
| -------------- | ----- | ------- | ------- | ------- |
| Emberek száma: | 3066  | 2973    | 2851    | 2701    |
| Eltérés:       |       | -3,03 % | -4,10 % | -5,26 % |

| Év:            | 2023. | 2024.   |
| -------------- | ----- | ------- |
| Emberek száma: | 2728  | 2701    |
| Eltérés:       |       | -0,98 % |

1910-ben 2411, túlnyomórészt szlovák lakosa volt.
2001-ben 3022 lakosából 3007 szlovák volt.
2011-ben 2907 lakosából 2842 szlovák.

## Nevezetességei
- Klasszicista római katolikus Szentháromság plébániatemploma 1843 és 1848 között épült. Főoltára 1910-ben készült.

## Külső hivatkozások
- Hivatalos oldal
- A község az Alacsony-Tátra honlapján
- Községinfó
- Lúzsna Szlovákia térképén
- E-obce.sk[halott link]